# Rahonem
Rahonem fue una mujer del Imperio Antiguo de Egipto. Era institutriz de las esposas secundarias. Dirigió también, según las inscripciones encontradas en su tumba,  una compañía de cantantes y tambores. Por este cargo ostentó el título de sacerdotisa-músico como Penthelia, la sacerdotisa de Ptah.
A lo largo de la historia del antiguo Egipto, las mujeres participaron en las ceremonias religiosas y en la música que las acompañaba. Tocaban en templos y en oras situaciones cotidianas. Las mujeres que vivían en palacios utilizaban el mismo vocabulario y códigos en los banquetes que en la música religiosa.

## Legado
- Rahomen se encuentra entre las 999 mujeres nombradas en The Heritage Floor  a las que se hace referencia en la obra de arte contemporánea de Judy Chicago The Dinner Party (1979), expuesta en el Museo de Brooklyn. Su nombre está asociado con Hatshepsut.[2]